# Orienthaus

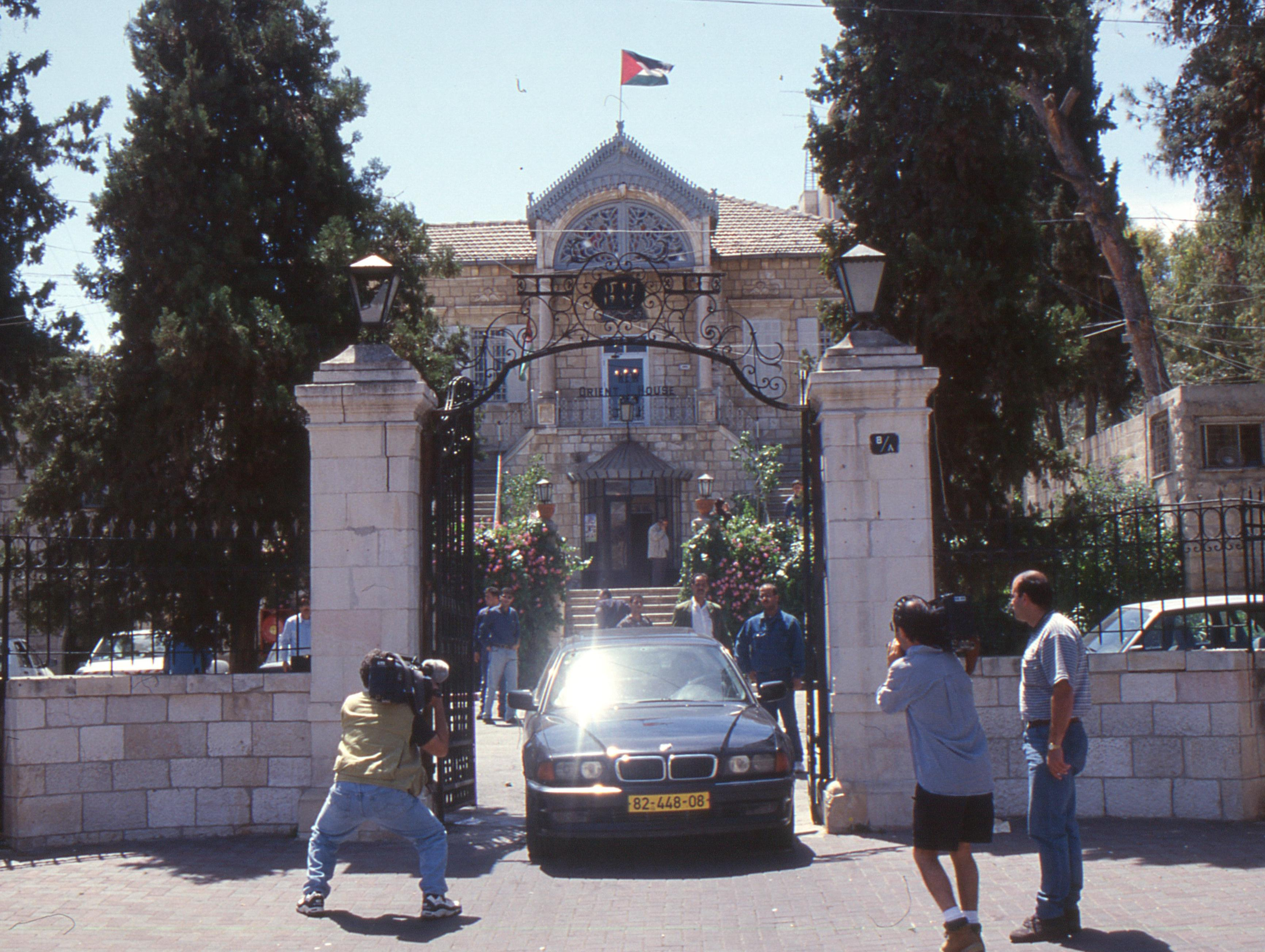
Orienthaus im Sommer 1999

Das Orienthaus (englisch Orient House, arabisch بيت الشرق, DMG Bait aš-Šarq) befindet sich in Ostjerusalem im Viertel American Colony in der Abu Ubaida street 8. Von 1983 bis 2001 war es das Hauptquartier der PLO in Jerusalem.

## Geschichte
Das Haus wurde 1897 von Ismail Musa al-Husaini, dessen Vater Musa Kazim al-Husaini 1918–1920 Bürgermeister Jerusalems war, im arabischen Stil errichtet. Die angesehene Familie Husaini beherbergte immer wieder hohe Gäste, wie den deutschen Kaiser Wilhelm II. bei seiner Palästinareise 1898 oder den äthiopischen Kaiser Haile Selassie (1936). 
1945 starb Ismail Husaini und vererbte das Haus seinem Sohn Ibrahim, der es zum Hotel „The New Orient House“ umgestaltete. Es war eines der ersten Hotels Ostjerusalems. Von 1949 bis 1950 war darin das UNRWA-Quartier für den von Jordanien besetzten Teil Jerusalem untergebracht. Nach dem Sechstagekrieg 1967 wurde das Hotel geschlossen, das Haus privat genutzt, ein Stockwerk untervermietet und verkam immer mehr.
1983 eröffnete Faisal al-Husaini im Haus die Arab Studies Society, die statistische Daten über die Palästinenser sammelte. 1988 schlossen die Israelis das Haus „aus Sicherheitsgründen“ wegen Hussainis Aktivitäten für die PLO und die Erste Intifada. 
1992 wurde es renoviert und am 26. Oktober des gleichen Jahres wiedereröffnet. Daraufhin übernahm das Gebäude wieder eine wichtige diplomatische Rolle, auch für den Friedensprozess. Vor Einführung der palästinensischen Autonomie erhielt Sari Nusseibeh dort ein Büro für seine Arbeitsgruppen zur Vorbereitung der zukünftigen Ministerien.
Faisal Husaini wurde offizieller Repräsentant der PLO und das Orienthaus entwickelte sich zum heimlichen Rathaus Ostjerusalems und zur heimlichen Vertretung der PLO in Jerusalem. Ab dem Sommer 1999 verstärkten sich die Bemühungen Israels, die Aktivitäten der palästinensischen Autonomiebehörde im Orienthaus zu beenden. Ausländische Diplomaten wurden aufgefordert, das Haus nicht mehr für Treffen zu benutzen. Immer wieder gab es Versuche das Haus behördlich zu schließen, Demonstranten versammelten sich im Hof und demonstrativ fuhren dann Diplomaten vor.
Am 31. Mai 2001 verstarb Faisal Husaini. Als Reaktion auf das Selbstmordattentat in der Pizzeria Sbarro mit 16 Toten während der  zweiten Intifada wurde das Orienthaus am 10. August 2001 von der Polizei geschlossen.  Es wurde durchsucht und Computer, Ordner und persönliche Gegenstände von Faisal Hussaini beschlagnahmt. 
Seit damals gab es immer wieder Bemühungen, das Orienthaus wieder zu öffnen, doch Israel verweigert die Zustimmung dazu. Im November 2008 startete auch die EU eine Initiative mit einer entsprechenden Forderung an Israel. Im Januar 2010 gab es auch einen Beschluss des Nahost-Quartetts, Israel aufzufordern, die Wiedereröffnung zuzulassen.